# 読売年鑑
読売年鑑（よみうりねんかん）は、読売新聞東京本社が1950年から発行している年鑑・統計本である。

## 概要
前年1年間のニュースを取り纏めたニュースサマリーとしての性格を持つほか、分野別人名録や各種統計データ等を掲載しており、年々内容を拡充している。2008年度版ではグループの「読売ジャイアンツ5000勝の軌跡」と題し、巨人軍球団史を別冊付録としていた。
『朝日年鑑』、『毎日年鑑』、『時事年鑑』とともに総合年鑑として知られていたが、後の3誌が休刊を余儀なくされた現在、唯一の総合年鑑として刊行されている。

## 年度別
- 『読売年鑑 (昭和59年版)』読売新聞。ISBN 4643414308。
- 『読売年鑑 (昭和60年版)』読売新聞、1985年2月。ISBN 4643414901。
- 『読売年鑑 (昭和61年版)』読売新聞、1986年2月。ISBN 4643416300。
- 『読売年鑑〈昭和62年版〉』読売新聞、1987年1月。ISBN 4643870044。
- 『読売年鑑 1988』読売新聞、1988年3月1日。ISBN 4643880015。
- 『読売年鑑 1989』読売新聞、1989年2月。ISBN 4643890010。
- 『読売年鑑 1990』読売新聞、1990年3月1日。ISBN 4643900016。
- 『読売年鑑 1991』読売新聞、1991年3月1日。ISBN 4643910011。
- 『読売年鑑 1992』読売新聞、1992年3月1日。ISBN 4643920017。
- 『読売年鑑 1993』読売新聞、1993年2月。ISBN 4643930012。
- 『読売年鑑 1994』読売新聞、1994年2月。ISBN 4643940018。
- 『読売年鑑 1995』読売新聞、1995年2月。ISBN 4643950013。
- 『読売年鑑 1996』読売新聞、1996年2月。ISBN 4643960019。
- 『読売年鑑 1997』読売新聞、1997年2月。ISBN 4643970014。
- 『読売年鑑 1998』読売新聞、1998年3月。ISBN 464398001X。
- 『読売年鑑 1999』読売新聞、1999年3月。ISBN 4643990015。
- 『読売年鑑 2000』読売新聞、2000年2月。ISBN 4643000015。
- 『読売年艦 2001』読売新聞、2001年2月。ISBN 4643010010。
- 『読売年艦 2002』読売新聞、2002年2月。ISBN 4643020016。
- 『読売年艦 2003』読売新聞、2003年2月。ISBN 4643030011。
- 『読売年艦 2004』読売新聞、2004年2月。ISBN 4643040017。
- 『読売年艦 2005』読売新聞、2005年2月。ISBN 4643050012。
- 『読売年艦 2006』読売新聞、2006年2月。ISBN 4643060018。
- 『読売年艦 2007』読売新聞、2007年2月。ISBN 4643070013。
- 『読売年艦 2008』読売新聞、2008年2月。ISBN 4643080019。
- 『読売年艦 2009』読売新聞、2009年2月。ISBN 4643090014。
- 『読売年艦 2010』読売新聞、2010年3月。ISBN 464310001X。
- 『読売年艦 2011』読売新聞、2011年2月。ISBN 4643110015。
- 『読売年艦 2012』読売新聞、2012年2月。ISBN 4643120010。
- 『読売年艦 2013』読売新聞、2013年3月。ISBN 4643130016。
- 『読売年艦 2014』読売新聞、2014年3月。ISBN 4643140011。